# 袋竹刀

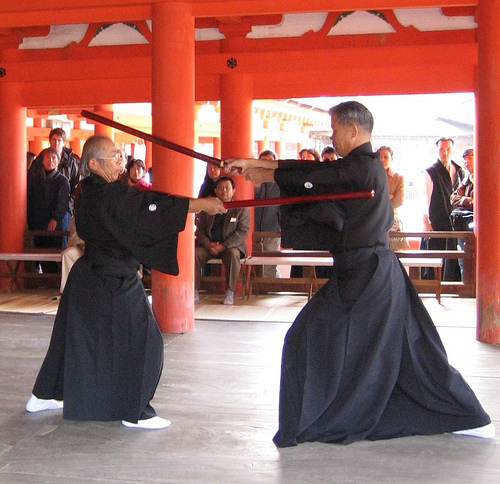
柳生新陰流の袋竹刀（蟇肌撓）

袋竹刀（ふくろしない）は、竹刀（四つ割竹刀）が考案される以前に剣術の稽古に用いられていた道具の一種。韜、撓、品柄などとも。袋を付けず単にシナイ、シナエともいう。
新陰流では上泉信綱が考案したと伝えられ、蟇肌竹刀（ひきはだしない）とも呼ぶ。現在も新陰流、鹿島新当流、馬庭念流、小野派一刀流、寺見流など多くの剣術流派の稽古に用いられている。
現存の柳生新陰流は表面に赤漆を塗り鍔が無い独特な袋竹刀を用いる。（柳生新陰流以外では牛革や紙縒などで作った鍔を付けた物が多く用いられる）
現存の直心影流でも「袋韜」という武道具を用いるが、これは一般的な袋竹刀とは異なり、鍔を外した通常の竹刀に、先端から全体の半分ほどの部分のみに革袋を被せた物である。なお江戸期の文献では直心影流でも一般的な袋竹刀を使っていた事がわかっている。

## 構造
多くの流派では、一本の竹を幾つかに割り、革を被せて筒状に縫い合わせ、保護したもの。流派によって竹を割る数は四つ割り、八つ割、先を多く割る、割竹を数本袋に詰める、剣道の竹刀ように数本の竹を中結したもの、などさまざまである。長さは流派によって異なり、新陰流では、革に赤漆を施して表面の劣化を防ぎ、全長を三尺三寸（小太刀一尺七寸五分）と定め、縫い目を以って刃と見立てる。非常に軽量であり、ビニール傘よりわずかに重い程度。
上に被せる革筒は、もともと遠出する武家が鞘全体へ被せて汚れや損傷などを防いだ道具（表面の皺が蟇蛙に似ていたため蟇肌と呼ばれる）から始まっている。

## 使用法
それまでの木刀を使用した稽古ではすべて寸止め、仮当てではあったものの、一歩間違えば大怪我、死亡事故にも至りかねない危険があった。しかし袋竹刀を使用することで相手に本気で打ち込んでも大きな怪我を負う事なく稽古に臨む事が出来る。（勿論、怪我を負う可能性自体がなくなることはなく、かなりの痛みも伴うが、木刀に比べて重大な怪我に繋がることは少ない）。
上泉信綱の弟子で甥の疋田景兼は、木刀を手にした相手と袋竹刀で立ち合い、連戦連勝した逸話があるが、その際に相手を失神させる事もあったという。
新陰流は一部の形で木刀を用いる以外、ほとんど袋竹刀を利用した形稽古を現代に伝えている。また、馬庭念流では木刀での形稽古に習熟した後、袋竹刀と独特の防具を用いた稽古を現代も行っている。

## 手入れ法その他
特に決った手入れ法はない。長く稽古を繰り返すうちに漆が斑になり、打ち込む方向へ（刀の反りとは逆へ）反りが付いてゆく。漆を塗り直すことにより長持ちさせることは可能である。